# Mordella charkrabandhui
Mordella charkrabandhui es una especie de coleóptero de la familia Mordellidae.

## Distribución geográfica
Habita en Tailandia.